# 施韋恩貝格山
47°41′51″N 11°37′17″E / 47.697401°N 11.621389°E

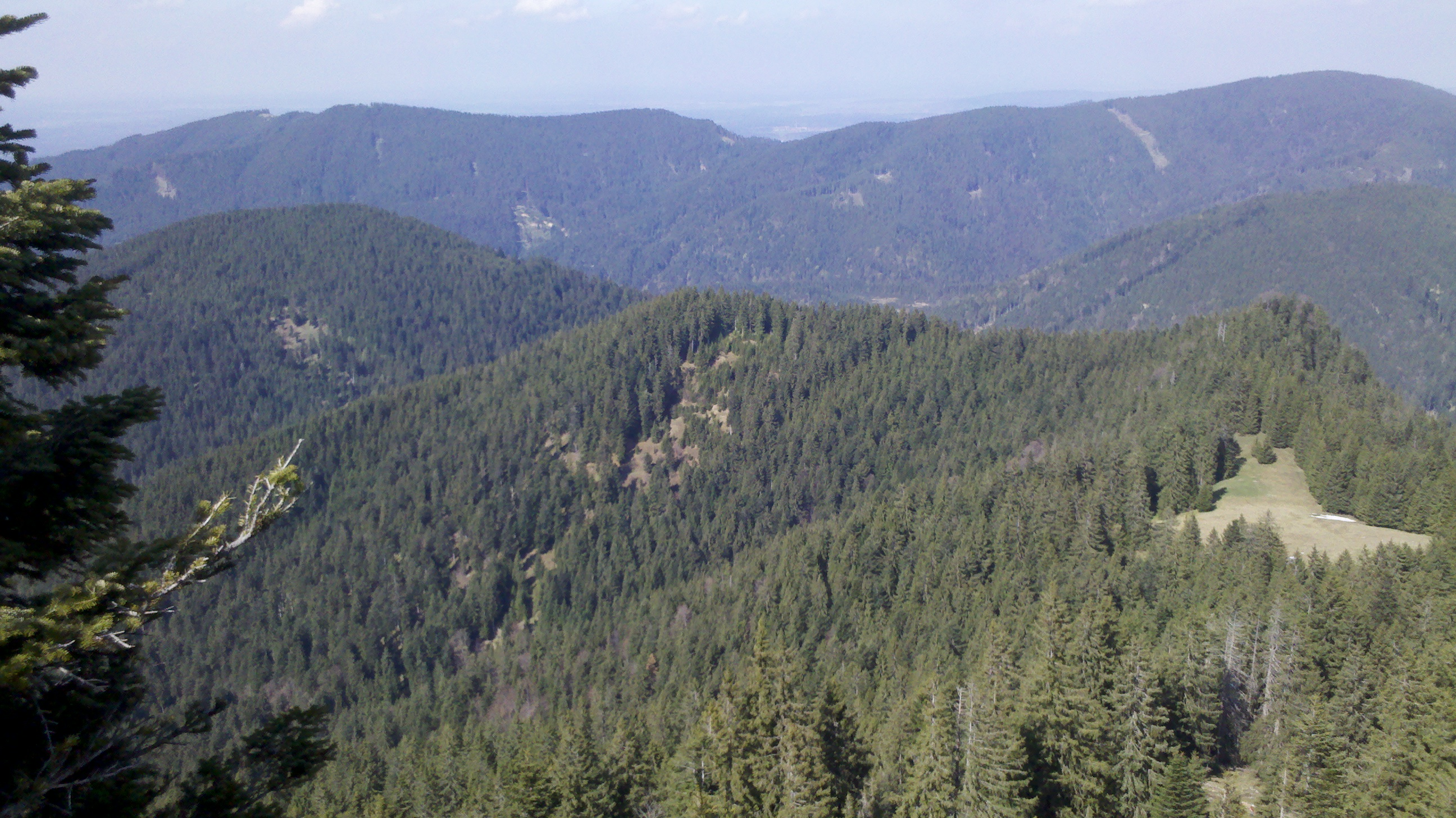

施韋恩貝格山（德語：Schweinberg），是德國的山峰，位於該國東南部，由巴伐利亞負責管轄，屬於巴伐利亞前阿爾卑斯山脈的一部分，海拔高度1,278米。